# Arno Manthey

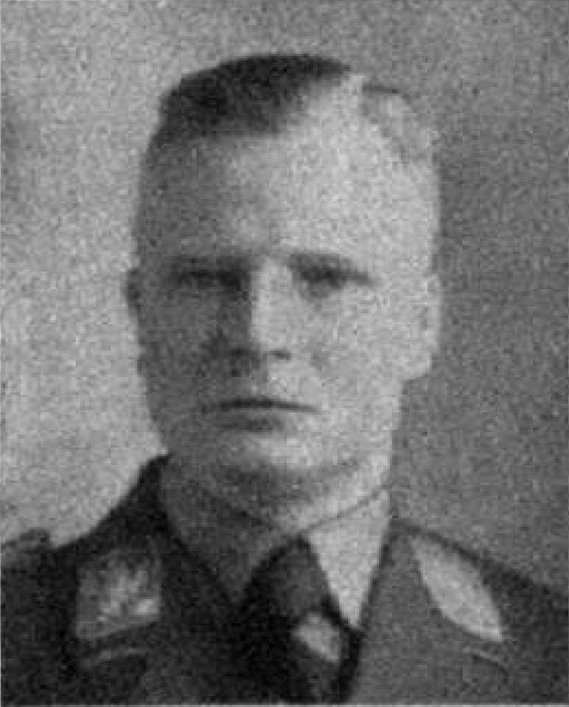
Arno Manthey

Arno Manthey (* 6. September 1888 in Schubin; † 12. September 1941 an der Straße von Salla nach Alakurtti, Finnland) war ein deutscher Politiker (NSDAP) und SA-Obergruppenführer.

## Leben und Wirken
Manthey besuchte die Volksschule in Schubin und nahm Latein-Unterricht an der jüdischen Schule der Stadt. Das Gymnasium in Bromberg verließ er mit der Primareife; danach erlernte Manthey den Beruf des Landwirts. 1911 übernahm er den landwirtschaftlichen Betrieb seines Vaters; 1912 ein Hotel in Schubin. Von 1914 bis 1918 nahm er am Ersten Weltkrieg teil, in dem er den Dienstrang eines Offiziers erreichte. 
Nach seiner Rückkehr aus dem Krieg organisierte Manthey im Januar 1919 ein zum Grenzschutz-Bataillon III gehörendes Freikorps, das im Gebiet Schubin-Bromberg – auf das zu dieser Zeit das Deutsche Reich und der neugegründete polnische Staat gleichermaßen Ansprüche erhoben – gegen ähnliche Gruppen aus Polen kämpfte. Ein 1941 erschienenes Buch behauptet, dass Manthey sich bei diesen Auseinandersetzungen dermaßen ausgezeichnet habe, dass von polnischer Seite ein hohes Kopfgeld auf ihn ausgesetzt worden sei. Nach 1920 war Manthey als Tuchreisender, Kartoffelhändler und Langholzfuhrmann tätig, ehe er einen Bauernhof in Gursen im Kreis Flatow pachtete.
Manthey war Mitglied der Deutschvölkischen Freiheitsbewegung (DVFB) und des Stahlhelms. Zum 1. Oktober 1930 trat er der NSDAP (Mitgliedsnummer 331.161) und der SA bei. Als SA-Oberführer leitete er ab Juli 1932 die SA-Untergruppe Grenzland. Im Oktober 1932 wurde er Präsident der Landwirtschaftskammer für die Grenzmark Posen-Westpreußen. Ferner wurde er von Hermann Göring zum Prußischen Provinzialrat ernannt. Zudem war er Mitglied im Provinziallandtag der Provinz Brandenburg.
Nach der Machtübertragung an die Nationalsozialisten erhielt Manthey im November 1933 ein Mandat im bedeutungslosen nationalsozialistischen Reichstag, in dem er den Wahlkreis 5 (Frankfurt an der Oder) vertrat. In der SA übernahm Manthey nach dem sogenannten Röhm-Putsch im Juli 1934 die Führung der SA-Gruppe Ostmark in Frankfurt an der Oder. Daneben fungierte er als Präsident des Reichsverbands für Hundewesen.
Im Zweiten Weltkrieg wurde Manthey im September 1939 zur Wehrmacht eingezogen. Zuletzt war er Kommandeur eines Bataillons im Range eines Hauptmanns der Reserve. Manthey starb bei Kampfhandlungen während des Fortsetzungskrieges in Finnland. Für ihn rückte Oluf Christensen in den Reichstag nach.